# Mrk (album)
Mrk je drugi studijski album kamniške hip hop zasedbe Matter, ki je izšel 22. septembra 2017 pri založbi rx:tx.
Skupina je prvi singl z albuma, "Sinovi moje madre", objavila aprila 2017, naslov pa je bil napovedan z izdajo drugega singla "Mana", ki ga izvajajo Matter skupaj s stoner rock skupino persons from porlock. Novembra je izšel še singl "Bejrut", decembra pa "Raveland legende".
Uradna predstavitev albuma je potekala na dan uradnega izida, 22. septembra 2017, v Kinu Šiška ob 8. obletnici njegovega delovanja. V istem večeru sta imeli koncert tudi synthpop skupina Futurski in rock skupina persons from porlock.
Skupina je o albumu napisala, da "je pomen besedil pesmi še vedno nedostopen, vzdušje pa je v še temnejših odtenkih" kot na predhodniku Amphibios.

## Kritični odziv
V recenziji v reviji Mladina je Goran Kompoš album ocenil s 5 od 5 zvezdic, prav tako kot predhodnik Amphibios. Rekel je: "Okoli domačega tria Matter se, odkar je pred dvema letoma in pol skoraj sramežljivo stopil na glasbeno prizorišče, dviguje veliko prahu. Prvo leto delovanja je še tipal teren in se koncertno mojstril v manjših klubih, lani pa je bilo že jasno, da gre za nov fenomen, ki si priljubljenosti za nameček ne nabira z običajnimi trženjskimi manevri, pač pa preprosto z glasbo, s katero nagovarja širok profil poslušalcev."
Na Radiu Študent je bil album uvrščen na 3. mesto, na portalu 24ur.com na 7. mesto, v spletni reviji Beehype pa na prvo mesto najboljših slovenskih albumov leta.

### Priznanja
| objava        | uvrstitev | seznam                        |
| ------------- | --------- | ----------------------------- |
| Radio Študent | 3.        | Naj domača tolpa bumov 2017   |
| Beehype       | 1.        | Best of 2017                  |
| 24ur.com      | 7.        | Top 20 domačih albumov (2017) |

## Seznam pesmi
Seznam pesmi je bil objavljen na spletni strani angleške glasbene založbe Kudos Records.
| Št. | Naslov                          | Dolžina |
| --- | ------------------------------- | ------- |
| 1.  | „Mnogo premal‟                  | 4:52    |
| 2.  | „Novi primitivizem‟             | 2:34    |
| 3.  | „Šuma‟                          | 3:50    |
| 4.  | „Nebotičnik‟                    | 2:57    |
| 5.  | „Mana‟ (s persons from porlock) | 4:03    |
| 6.  | „Raveland legende‟              | 2:25    |
| 7.  | „Konte‟                         | 4:13    |
| 8.  | „Jedla zvezde‟                  | 3:09    |
| 9.  | „Surogat‟                       | 2:39    |
| 10. | „Bejrut‟                        | 4:13    |
| 11. | „Sinovi moje madre‟             | 4:22    |

## Zasedba
Matter
- Dario Nožić Serini - Dacho – vokal, besedila, programiranje
- Luka Lah - Levanael – programiranje
- Matej Tunja - Tunja – vokal, besedilo

Ostali glasbeniki
- persons from porlock (Nikolaj Mulej, Martin Pavlovec, Gregor Bajc, Vasja Onič) – izvedba, besedilo in glasba pri pesmi "Mana"

Tehnično osebje
- Gregor Zemljič – miks, mastering